# Férfi nyolcas evezés az 1992. évi nyári olimpiai játékokon
Az 1992. évi nyári olimpiai játékokon a evezés férfi nyolcas versenyszámát július 28. és augusztus 2. között rendezték a Lake of Banyoles-tón.

## Versenynaptár
| Dátum                        | Forduló  |
| ---------------------------- | -------- |
| 1992. július 28., kedd       | Előfutam |
| 1992. július 29., szerda     | Vigaszág |
| 1992. július 31., péntek     | Elődöntő |
| 1992. augusztus 2., vasárnap | Döntő    |

## Eredmények
Az időeredmények másodpercben értendők. A rövidítések jelentése a következő:
- Q: továbbjutás helyezés alapján
- QA: az A-döntőbe jutott
- QB: a B-döntőbe jutott

### Előfutam
Az előfutamokból az első három helyezettek automatikusan az A/B elődöntőbe jutottak, a többiek a vigaszágra kerültek.
| Helyezés | Nemzet | Idő      | Mj       |
| 1. futam | 1. futam | 1. futam | 1. futam |
| -------- | --- | -------- | -------- |
| 1.       | Kanada (CAN) · John Wallace · Bruce Robertson · Michael Forgeron · Darren Barber · Robert Marland · Michael Rascher · Andrew Crosby · Derek Porter · Terrence Paul (kormányos) | 5:32,59  | Q        |
| 2.       | Nagy-Britannia (GBR) · Martin Cross · Tim Foster · Richard Phelps · James Walker · Ben Hunt-Davis · Stephen Turner · Rupert Obholzer · Jonathan Singfield · Adrian Ellison (kormányos) | 5:36,01  | Q        |
| 3.       | Dél-afrikai Köztársaság (RSA) · Martin Walsh · Rogan Clarke · Grant Hillary · Andrew Gordon-Brown · Erich Mauff · Timothy Lahner · Robin McCall · Ivan Pentz · Andrew Lonmon-Davis (kormányos) | 5:37,83  | Q        |
| 4.       | Csehszlovákia (TCH) · Pavel Menšík · Dušan Businský · Ondřej Holeček · Jiří Šefčík · Pavel Sokol · Petr Blecha · Jan Beneš · Radek Zavadil · Jiří Pták (kormányos) | 5:41,85  |          |
| 5.       | Japán (JPN) · Ivaguro Micsinori · Macui Hirojosi · Szakata Maszahiro · Tanabe Jaszunori · Mitome Hirosi · Jamani Kazuhisza · Ivacuki Takatosi · Abe Tadasi · Hajasi Hidekazu (kormányos) | 5:42,97  |          |
| 2. futam | |          |          |
| 1.       | Románia (ROU) · Ioan Vizitiu · Dǎnuţ Dobre · Claudiu Marin · Iulica Ruican · Viorel Talapan · Vasile Năstase · Valentin Robu · Vasile Măstăcan · Marin Gheorghe (kormányos) | 5:30,21  | Q        |
| 2.       | Németország (GER) · Frank Richter · Thorsten Streppelhoff · Detlef Kirchhoff · Armin Eichholz · Bahne Rabe · Hans Sennewald · Ansgar Wessling · Roland Baar · Manfred Klein (kormányos) | 5:32,98  | Q        |
| 3.       | Dánia (DEN) · Jens Pørneki · Jørgen Tramm · Thomas Larsen · Lars Christensen · Carsten Hassing · Jesper Thusgård Kristiansen · Martin Haldbo Hansen · Kent Skovsager · Stephen Masters (kormányos)                                                                                                  | 5:34,65  | Q        |
| 4.       | Olaszország (ITA) · Ciro Liguori · Antonio Maurogiovanni · Roberto Blanda · Raffaello Leonardo · Valter Molea · Riccardo Moretti · Giovanni Suarez · Walter Bottega · Dino Lucchetta (kormányos) | 5:46,97  |          |
| 5.       | Spanyolország (ESP) · Josu Andueza · Andreu Canals · José María Claro · Horacio Allegue · Jordi Quer · Garikoitz Azkue · Josép Robert · Juan María Altuna · Carlos Front (kormányos) | 5:48,36  |          |
| 3. futam | |          |          |
| 1.       | Egyesült Államok (USA) · Mike Teti · Chris Sahs · Scott Munn · Jeff Klepacki · Rob Shepherd · Malcolm Baker · Richard Kennelly, Jr. · John Parker · Michael James Moore (kormányos) | 5:33,37  | Q        |
| 2.       | Ausztrália (AUS) · Simon Spriggs · Peter Murphy · Wayne Diplock · Jaime Fernandez · Ben Dodwell · Sam Patten · Bo Hanson · Robert Scott · David Colvin (kormányos) | 5:34,28  | Q        |
| 3.       | Egyesített Csapat (EUN) · Vitalij Rajevszkij · Alexandru Britov · Yevgeny Kislyakov · Aleksandr Anikeyev · Sergey Korotkikh · Oleg Sveshnikov · Vaszilij Tyihonov · Stepan Dmitriyevsky · Igor Shkaberin (kormányos)                                                                                | 5:38,59  | Q        |
| 4.       | Kína (CHN) · Jao Csien-csung (Yao Jianzhong) · Li Csung-ping (Li Zhongping) · Feng Feng · Szun Szen-lin (Sun Senlin) · Huang Hsziao-ping (Huang Xiaoping) · Hszü Vu-ling (Xu Wuling) · Cseng Hszien-vej (Zheng Xianwei) · Csiang Haj-jang (Jiang Haiyang) · Li Csien-hszin (Li Jianxin) (kormányos) | 5:38,98  |          |

### Vigaszág
A vigaszág futamából az első három helyezett az A/B elődöntőbe jutott, a többiek a C döntőbe kerültek.
| Helyezés | Nemzet | Idő     | Mj  |
| -------- | --- | ------- | --- |
| 1.       | Olaszország (ITA) · Ciro Liguori · Antonio Maurogiovanni · Roberto Blanda · Raffaello Leonardo · Valter Molea · Riccardo Moretti · Giovanni Suarez · Walter Bottega · Dino Lucchetta (kormányos) | 5:42,51 | A/B |
| 2.       | Kína (CHN) · Jao Csien-csung (Yao Jianzhong) · Li Csung-ping (Li Zhongping) · Feng Feng · Szun Szen-lin (Sun Senlin) · Huang Hsziao-ping (Huang Xiaoping) · Hszü Vu-ling (Xu Wuling) · Cseng Hszien-vej (Zheng Xianwei) · Csiang Haj-jang (Jiang Haiyang) · Li Csien-hszin (Li Jianxin) (kormányos) | 5:43,55 | A/B |
| 3.       | Csehszlovákia (TCH) · Pavel Menšík · Dušan Businský · Ondřej Holeček · Jiří Šefčík · Pavel Sokol · Petr Blecha · Jan Beneš · Radek Zavadil · Jiří Pták (kormányos) | 5:48,18 | A/B |
| 4.       | Japán (JPN) · Ivaguro Micsinori · Macui Hirojosi · Szakata Maszahiro · Tanabe Jaszunori · Mitome Hirosi · Jamani Kazuhisza · Ivacuki Takatosi · Abe Tadasi · Hajasi Hidekazu (kormányos) | 5:51,53 | C   |
| 5.       | Spanyolország (ESP) · Josu Andueza · Andreu Canals · José María Claro · Horacio Allegue · Jordi Quer · Garikoitz Azkue · Josép Robert · Juan María Altuna · Carlos Front (kormányos) | 5:53,50 | C   |

### Elődöntő
| Helyezés | Nemzet | Idő      | Mj       |
| A/B      | A/B | A/B      | A/B      |
| 1. futam | 1. futam | 1. futam | 1. futam |
| -------- | --- | -------- | -------- |
| 1.       | Románia (ROU) · Ioan Vizitiu · Dǎnuţ Dobre · Claudiu Marin · Iulica Ruican · Viorel Talapan · Vasile Năstase · Valentin Robu · Vasile Măstăcan · Marin Gheorghe (kormányos) | 5:33,01  | QA       |
| 2.       | Kanada (CAN) · John Wallace · Bruce Robertson · Michael Forgeron · Darren Barber · Robert Marland · Michael Rascher · Andrew Crosby · Derek Porter · Terrence Paul (kormányos) | 5:35,11  | QA       |
| 3.       | Ausztrália (AUS) · Simon Spriggs · Peter Murphy · Wayne Diplock · Jaime Fernandez · Ben Dodwell · Sam Patten · Bo Hanson · Robert Scott · David Colvin (kormányos) | 5:35,76  | QA       |
| 4.       | Dánia (DEN) · Jens Pørneki · Jørgen Tramm · Thomas Larsen · Lars Christensen · Carsten Hassing · Jesper Thusgård Kristiansen · Martin Haldbo Hansen · Kent Skovsager · Stephen Masters (kormányos)                                                                                                  | 5:35,83  | QB       |
| 5.       | Dél-afrikai Köztársaság (RSA) · Martin Walsh · Rogan Clarke · Grant Hillary · Andrew Gordon-Brown · Erich Mauff · Timothy Lahner · Robin McCall · Ivan Pentz · Andrew Lonmon-Davis (kormányos) | 5:45,13  | QB       |
| 6.       | Csehszlovákia (TCH) · Pavel Menšík · Dušan Businský · Ondřej Holeček · Jiří Šefčík · Pavel Sokol · Petr Blecha · Jan Beneš · Radek Zavadil · Jiří Pták (kormányos) | 5:45,32  | QB       |
| 2. futam | |          |          |
| 1.       | Németország (GER) · Frank Richter · Thorsten Streppelhoff · Detlef Kirchhoff · Armin Eichholz · Bahne Rabe · Hans Sennewald · Ansgar Wessling · Roland Baar · Manfred Klein (kormányos) | 5:35,60  | QA       |
| 2.       | Egyesült Államok (USA) · Mike Teti · Chris Sahs · Scott Munn · Jeff Klepacki · Rob Shepherd · Malcolm Baker · Richard Kennelly, Jr. · John Parker · Michael James Moore (kormányos) | 5:37,11  | QA       |
| 3.       | Nagy-Britannia (GBR) · Martin Cross · Tim Foster · Richard Phelps · James Walker · Ben Hunt-Davis · Stephen Turner · Rupert Obholzer · Jonathan Singfield · Adrian Ellison (kormányos) | 5:39,79  | QA       |
| 4.       | Olaszország (ITA) · Ciro Liguori · Antonio Maurogiovanni · Roberto Blanda · Raffaello Leonardo · Valter Molea · Riccardo Moretti · Giovanni Suarez · Walter Bottega · Dino Lucchetta (kormányos) | 5:40,89  | QB       |
| 5.       | Kína (CHN) · Jao Csien-csung (Yao Jianzhong) · Li Csung-ping (Li Zhongping) · Feng Feng · Szun Szen-lin (Sun Senlin) · Huang Hsziao-ping (Huang Xiaoping) · Hszü Vu-ling (Xu Wuling) · Cseng Hszien-vej (Zheng Xianwei) · Csiang Haj-jang (Jiang Haiyang) · Li Csien-hszin (Li Jianxin) (kormányos) | 5:44,82  | QB       |
| 6.       | Egyesített Csapat (EUN) · Vitalij Rajevszkij · Alexandru Britov · Yevgeny Kislyakov · Aleksandr Anikeyev · Sergey Korotkikh · Oleg Sveshnikov · Vaszilij Tyihonov · Stepan Dmitriyevsky · Igor Shkaberin (kormányos)                                                                                | 5:48,41  | QB       |

### Döntők
| Hely.   | Össz.   | Nemzet | Idő     | Mj      |
| C-döntő | C-döntő | C-döntő | C-döntő | C-döntő |
| ------- | ------- | --- | ------- | ------- |
| 1.      | 13.     | Japán (JPN) · Ivaguro Micsinori · Macui Hirojosi · Szakata Maszahiro · Tanabe Jaszunori · Mitome Hirosi · Jamani Kazuhisza · Ivacuki Takatosi · Abe Tadasi · Hajasi Hidekazu (kormányos) | 6:02,44 |         |
| 2.      | 14.     | Spanyolország (ESP) · Josu Andueza · Andreu Canals · José María Claro · Horacio Allegue · Jordi Quer · Garikoitz Azkue · Josép Robert · Juan María Altuna · Carlos Front (kormányos) | 6:10,45 |         |
| B-döntő |         | |         |         |
| 1.      | 7.      | Dánia (DEN) · Jens Pørneki · Jørgen Tramm · Thomas Larsen · Lars Christensen · Carsten Hassing · Jesper Thusgård Kristiansen · Martin Haldbo Hansen · Kent Skovsager · Stephen Masters (kormányos)                                                                                                  | 5:41,61 |         |
| 2.      | 8.      | Dél-afrikai Köztársaság (RSA) · Martin Walsh · Rogan Clarke · Grant Hillary · Andrew Gordon-Brown · Erich Mauff · Timothy Lahner · Robin McCall · Ivan Pentz · Andrew Lonmon-Davis (kormányos) | 5:42,58 |         |
| 3.      | 9.      | Olaszország (ITA) · Ciro Liguori · Antonio Maurogiovanni · Roberto Blanda · Raffaello Leonardo · Valter Molea · Riccardo Moretti · Giovanni Suarez · Walter Bottega · Dino Lucchetta (kormányos) | 5:43,33 |         |
| 4.      | 10.     | Egyesített Csapat (EUN) · Vitalij Rajevszkij · Alexandru Britov · Yevgeny Kislyakov · Aleksandr Anikeyev · Sergey Korotkikh · Oleg Sveshnikov · Vaszilij Tyihonov · Stepan Dmitriyevsky · Igor Shkaberin (kormányos)                                                                                | 5:43,52 |         |
| 5.      | 11.     | Kína (CHN) · Jao Csien-csung (Yao Jianzhong) · Li Csung-ping (Li Zhongping) · Feng Feng · Szun Szen-lin (Sun Senlin) · Huang Hsziao-ping (Huang Xiaoping) · Hszü Vu-ling (Xu Wuling) · Cseng Hszien-vej (Zheng Xianwei) · Csiang Haj-jang (Jiang Haiyang) · Li Csien-hszin (Li Jianxin) (kormányos) | 5:44,01 |         |
| 6.      | 12.     | Csehszlovákia (TCH) · Pavel Menšík · Dušan Businský · Ondřej Holeček · Jiří Šefčík · Pavel Sokol · Petr Blecha · Jan Beneš · Radek Zavadil · Jiří Pták (kormányos) | 5:47,77 |         |
| A-döntő |         | |         |         |
| Arany   | Arany   | Kanada (CAN) · John Wallace · Bruce Robertson · Michael Forgeron · Darren Barber · Robert Marland · Michael Rascher · Andrew Crosby · Derek Porter · Terrence Paul (kormányos) | 5:29,53 |         |
| Ezüst   | Ezüst   | Románia (ROU) · Ioan Vizitiu · Dǎnuţ Dobre · Claudiu Marin · Iulica Ruican · Viorel Talapan · Vasile Năstase · Valentin Robu · Vasile Măstăcan · Marin Gheorghe (kormányos) | 5:29,67 |         |
| Bronz   | Bronz   | Németország (GER) · Frank Richter · Thorsten Streppelhoff · Detlef Kirchhoff · Armin Eichholz · Bahne Rabe · Hans Sennewald · Ansgar Wessling · Roland Baar · Manfred Klein (kormányos) | 5:31,00 |         |
| 4.      | 4.      | Egyesült Államok (USA) · Mike Teti · Chris Sahs · Scott Munn · Jeff Klepacki · Rob Shepherd · Malcolm Baker · Richard Kennelly, Jr. · John Parker · Michael James Moore (kormányos) | 5:33,18 |         |
| 5.      | 5.      | Ausztrália (AUS) · Simon Spriggs · Peter Murphy · Wayne Diplock · Jaime Fernandez · Ben Dodwell · Sam Patten · Bo Hanson · Robert Scott · David Colvin (kormányos) | 5:33,72 |         |
| 6.      | 6.      | Nagy-Britannia (GBR) · Martin Cross · Tim Foster · Richard Phelps · James Walker · Ben Hunt-Davis · Stephen Turner · Rupert Obholzer · Jonathan Singfield · Adrian Ellison (kormányos) | 5:39,92 |         |